# Пукіос
14°49′44″ пд. ш. 74°56′37″ зх. д. / 14.8289° пд. ш. 74.9436° зх. д.
Пу́кіос (ісп. Puquios, походить від слова з мови кечуа і означає «джерело») — умовна назва стародавньої системи акведуків поблизу міста Наска в Перу; об'єкт культурної спадщини країни. 
Із 36 пукіос більшість діють донині, як джерела води в цій пустельній та посушливій місцевості. Пукіос досі погано картографовані, їх систематичні розкопки не проводилися.
У різних дослідженнях наводяться різні дати спорудження пукіос. Найчастіше їх відносять до археологічної культури Наска, причому передбачається, що їх споруджено близько 540 року н. е. у зв'язку з двома тривалими посухами у цей час. 
Вперше про їх існування у письмовому джерелі згадує у 1605 році Рехінальдо де Лісаррага, який з деяким сумнівом припускає, що їх могли збудувати іспанці. З іншого боку, свідчення щодо проєктування та спорудження пукіос в іспанських текстах відсутні. 